# Seborki
Seborki – osada leśna w Polsce położona w województwie mazowieckim, w powiecie ostrołęckim, w gminie Baranowo.
W latach 1975–1998 miejscowość administracyjnie należała do województwa ostrołęckiego.